# Großsteingräber bei Grebbin
Die Großsteingräber bei Grebbin waren ursprünglich acht megalithische Grabanlagen der jungsteinzeitlichen Trichterbecherkultur bei Grebbin, einem Ortsteil der Gemeinde Obere Warnow im Landkreis Ludwigslust-Parchim (Mecklenburg-Vorpommern). Heute existiert nur noch ein Großsteingrab. Es trägt die Sprockhoff-Nummer 411. Sechs Gräber wurden im 19. Jahrhundert zerstört; ein weiteres war nach Robert Beltz um 1899 noch erhalten und wurde wohl erst im frühen 20. Jahrhundert abgetragen. Über die zerstörten Gräber liegen keine näheren Informationen vor.

## Lage
Das erhaltene Grab befindet sich gut 500 m südsüdwestlich von Grebbin auf einem Feld. Das um 1900 noch erhaltene Grab lag etwa 75 m nordöstlich hiervon. Die genaue Lage der restlichen sechs Gräber ist nicht überliefert. Östlich von Grebbin befanden sich noch im 19. Jahrhundert das Großsteingrab Wozinkel und die Großsteingräber bei Granzin. Die nächsten erhaltenen Gräber sind die westlich gelegenen Großsteingräber von Frauenmark, die Großsteingräber von Domsühl und die Großsteingräber bei Friedrichsruhe.

## Beschreibung
Die erhaltene Anlage besitzt eine nordwest-südöstlich orientierte Grabkammer, von der lediglich ein Wandsteinpaar der Langseiten und ein darauf ruhender Deckstein erhalten sind. Der Deckstein hat eine Länge von 2,5 m, eine Breite von 1,8 m und eine Dicke von 1 m. Seine Oberseite weist mehrere Schälchen auf. Einer der Wandsteine weist eine eingeritzte Zeichnung von 1931 auf. Bei diesen drei Steinen scheint es sich um das nordwestliche Ende der Kammer zu handeln, allerdings fehlt der Abschlussstein. Bei einem an der entsprechenden Stelle liegenden Stein handelt es sich lediglich um ein Sprengstück. Die übrigen Wand- und Decksteine wurden nach Friedrich Schlie bereits um 1870 entfernt. Die Kammer hat eine Breite von 1,7 m. Robert Beltz führte 1904 eine Ausgrabung durch, konnte dabei aber weder die ursprüngliche Länge noch den Grabtyp sicher ermitteln. Er stellte lediglich ein Bodenpflaster aus geglühtem Feuerstein und Sandsteinplatten fest. An Grabbeigaben fand er einige braune, unverzierte Keramikscherben und den Rest eines meißelartigen Gerätes.